# Chiesa dell'Angelo San Raffaele
De Chiesa dell'Angelo San Raffaele is een kerk uit de 7e eeuw in het sestiere Dorsoduro van de Italiaanse stad Venetië. De kerk is opgedragen aan de aartsengel Rafaël.
Volgens de legende is het een van de acht eerste kerken in Venetië gebouwd door de 7e-eeuwse heilige Magnus van Oderzo, bisschop van Oderzo. De kerk is al vele malen door brand totaal vernield en heropgebouwd. Branden in 889, 1106 en 1149 zijn gedocumenteerd. In de 17e eeuw was de kerk in erbarmelijke toestand. Hierna volgde afbraak en de laatste heropbouw naar plannen van de architect Francesco Contin uit Lugano. De bouw werd beëindigd in 1639, evenwel met werkzaamheden aan het interieur die pas tussen 1743 en 1749 werden afgerond. Onder het schilderwerk in het kerkinterieur behoort onder meer een werk van Francesco Guardi, "Verhaal van Tobias".